# 宮樹桐
宮樹桐（1916年—1952年6月24日），河北省景縣宮高村人，中國共產黨員，中央軍校第十四期工科、陸軍大學二十二期畢業，第九十六軍第87師作戰處第一組代理組長，參與中共中央社會部台灣工作站活動，受牽連判處死刑，1952年6月24日槍決於台北川端橋南端刑場。

## 生平
宮樹桐，1916年生於河北省景縣宮高村，河北省立第九師範學校畢業，在校期間與蘇藝林、王任重等人加入中國共產黨，畢業後以教書為掩護從事地下活動。
1937年，抗戰爆發後，受組織派遣，宮樹桐考入中央軍校第十四期工科，畢業後參加抗戰，曾任國民革命軍80師作戰處少校。歷任昆明國防工科處排長、連長、科員，1943年任軍訓部 附員，1949年任國防部第二廳第五組參謀，高雄要塞工兵營副營長。
1948年中共中央社會部部長李克農先後派遣朱芳春(化名非)、蕭明華及凱等多名特工赴台發展組織，非開辦「實用心理學補習班」講課，藉機吸收組織成員，成立「臺灣青年解放同盟」和「新民主主義青年團」。非在國語日報擔任編輯，實際上則是執行情報工作，吸收組織成員、策動國語日報高層及蒐集文教方面情報。1949年8月非返回中國，李克農即指示不可再組織讀書會，會很容易被破獲，要求他們化整為零，並改為單線聯絡，並且以蒐集情報與策反為工作重點，1949年10月于非回台後，將組織名稱改為中共中央社會部台灣工作站，負責情報偵蒐與策反工作。
戰後宮樹桐進入陸軍大學就讀，當時蘇藝林在陸大任教，蘇藝林成為宮樹桐的指導教官。1949年陸軍大學遷校至新竹，宮樹桐隨軍來台就讀，在廣州時曾與蘇藝林討論來台從事地下活動，蘇藝林隨陸軍大學來台後在國防部工作，宮樹桐則在高雄要塞工兵營副營長，陸軍大學畢業後，宮樹桐調往澎湖，擔任第九十六軍第87師作戰處第一組代理組長。1949年蘇藝林化名金野成為中共中央社會部台灣工作站組織成員，受非指示負責軍事情蒐及策反任務，宮樹桐則被蘇藝林要求多與陸軍大學同學建立關係，伺機吸收成員。期間宮樹桐曾設法吸收王詩品、王甲寰、宋立卿等加入組織，但並未成功。
1950年2月情治機關發覺非身分，在非住處逮捕蕭明華，非將相關檔案移藏嚴明森處，前往花蓮孫玉林處躲藏，透過孫玉林、周一粟買通白靜寅取得諜報證，1950年3月22日非帶著包含「海南島作戰計畫書」、「臺灣省作戰計畫書」等多達二十幾種相關軍事情報之相片膠卷，從基隆搭船往香港返回上海，同年5月海南島全島遭到中共解放。
在軍法處時，保密局利用幹員滲透入獄中，並策反組織成員路齊書進行偵蒐，案情逐漸擴大，中共中央社會部台灣站瓦解，上百人受到牽連抓捕，1951年第二波抓捕擴及到國防醫學院，1951年5月保密局派員將宮樹桐從澎湖押送至軍法處，1951年7月全案偵查進入後續收網階段，調查局在香港新聞天地週刊刊登整刊的特稿，以李克農照片為封面，標題中共社會部首領李克農的潛台組織已被一網打盡。
1952年1月2日宮樹桐、蘇爾挺、遲紹春、陳詩俊、李國萃都因為中共中央社會部蘇藝林案的牽連被判處死刑，1952年6月24日槍決於台北川端橋南端刑場。

## 身後
由於與大陸失去聯繫，宮樹桐犧牲後他的父母、妻兒在文革時被打成「敵特」家屬，相繼含冤死去；妻子在嚴酷環境下被迫改嫁；兒子宮金城四處漂泊。

## 紀念
經過多年後中共獲悉宮樹桐為組織犧牲之經過後，2002年中共國家安全部追頒發烈士證書給遺屬，追認宮樹桐為中華人民共和國烈士，每年頒發撫卹金給宮金城。
2013年10月 北京西山國家森林公園的無名英雄廣場上立有無名英雄紀念碑，為紀念來台灣在1950年代被處決「隱避戰線烈士」而設立，宮樹桐銘刻於紀念碑上。

## 相關案件
姪兒盛廷生因與宮樹桐通信被判處感化教育四年，送到土城仁教所服刑至1958年出獄。
陸軍第19軍第45師少校參謀王甲寰，陸軍第50軍36師軍士大隊中校中隊長王詩品，兩人受到牽連都被判刑七年，服刑3年4個多月後獲釋。